# ティムール・ヒズリエフ
ティムール・ヒズリエフ（ロシア語: Тимур Хизриев、英語: Timur Khizriev、1995年11月19日 - ）は、ロシアの男性総合格闘家。ダゲスタン共和国マハチカラ出身。ダグ・ファイター/アメリカン・トップチーム所属。PFLフェザー級トーナメント2024王者。

## 来歴
ロシアのダゲスタン共和国マハチカラでダルギン人の家系に生まれ、9歳からフリースタイルレスリングを始める。体重64kgの小柄な体格であったが、フリースタイルレスリングのダゲスタン選手権71kg級で優勝した。その後、レスリングと並行して散打を始め、ロシア選手権で優勝した。2014年、プロ総合格闘技デビュー。

### Bellator
2022年11月18日、Bellator初参戦となったBellator 288でフェザー級ランキング7位のダニエル・ヴァイケルと対戦し、3-0の判定勝ち。

### PFL
2024年4月19日、PFL初参戦となったPFL 3のフェザー級トーナメント・レギュラーシーズン1回戦でブレット・ジョーンズと対戦し、3-0の判定勝ちを収め3ポイントを獲得。6月28日、PFL 6でエンリケ・バルソラと対戦し、3-0の判定勝ちを収め3ポイントを獲得し、合計6ポイントでプレーオフ進出を果たした。
2024年8月23日、PFL 9のフェザー級トーナメント準決勝でガブリエル・ブラガと再戦し、2-1の判定勝ち。11月29日、PFL 10のフェザー級トーナメント決勝でブレンダン・ラウネーンと対戦し、3-0の5R判定勝ち。トーナメント優勝を果たし、優勝賞金100万ドル（約1億5000万円）を獲得した。

## 人物
2025年7月15日、マハチカラで背後から覆面の男2人組に銃で5発撃たれ入院した。その後手術を受け、命に別状はなかった。

## 戦績
| 総合格闘技 戦績 | 総合格闘技 戦績 | 総合格闘技 戦績 | 総合格闘技 戦績 | 総合格闘技 戦績 | 総合格闘技 戦績 | 総合格闘技 戦績 |
| --------------- | --------------- | --------------- | --------------- | --------------- | --------------- | --------------- |
| 18 試合         | (T)KO           | 一本            | 判定            | その他          | 引き分け        | 無効試合        |
| 18 勝           | 3               | 1               | 14              | 0               | 0               | 0               |
| 0 敗            | 0               | 0               | 0               | 0               | 0               | 0               |

| 勝敗 | 対戦相手                   | 試合結果                  | 大会名                                                               | 開催年月日     |
| ○    | ブレンダン・ラウネーン     | 5分5R終了 判定3-0         | PFL 10 【2024年PFLフェザー級トーナメント決勝】                       | 2024年11月29日 |
| ○    | ガブリエル・ブラガ         | 5分3R終了 判定2-1         | PFL 9 【2024年PFLウェルター級トーナメント準決勝】                    | 2024年8月23日  |
| ○    | エンリケ・バルソラ         | 5分3R終了 判定3-0         | PFL 6 【2024年PFLウェルター級トーナメント・レギュラーシーズン2回戦】 | 2024年6月28日  |
| ○    | ブレット・ジョーンズ       | 5分3R終了 判定3-0         | PFL 3 【2024年PFLウェルター級トーナメント・レギュラーシーズン1回戦】 | 2024年4月19日  |
| ○    | ジャスティン・ゴンザレス   | 5分3R終了 判定3-0         | Bellator 301: Amosov vs. Jackson                                     | 2023年11月17日 |
| ○    | リッチー・スミュレン       | 5分3R終了 判定3-0         | Bellator 297: Nemkov vs. Romero                                      | 2023年6月16日  |
| ○    | ダニエル・ヴァイケル       | 5分3R終了 判定3-0         | Bellator 288: Nemkov vs. Anderson 2                                  | 2022年11月18日 |
| ○    | ルスラン・リスクル         | 1R 3:06 ギロチンチョーク  | AMC Fight Nights: Abdulmanap Nurmagomedov Memory Tournament          | 2021年9月17日  |
| ○    | アレクサンドル・ベリフ     | 5分3R終了 判定3-0         | AMC Fight Nights Global 99                                           | 2020年12月25日 |
| ○    | バイシュ・ババクロフ       | 1R 2:55 TKO（パウンド）   | Gorilla Fighting 27                                                  | 2020年8月22日  |
| ○    | ビベルト・トゥメノフ       | 5分3R終了 判定3-0         | Berkut Young Eagles 8 【BYEフェザー級トーナメント決勝】              | 2019年3月23日  |
| ○    | ユスプ＝ハジ・ズバリエフ   | 5分3R終了 判定3-0         | Berkut Young Eagles 7 【BYEフェザー級トーナメント準決勝】            | 2018年12月22日 |
| ○    | ムサ・ヴィケンゲリエフ     | 5分3R終了 判定3-0         | Berkut Young Eagles 5 【BYEフェザー級トーナメント準々決勝】          | 2018年10月13日 |
| ○    | マキシム・プガチェフ       | 5分3R終了 判定3-0         | Berkut Young Eagles 2                                                | 2018年4月15日  |
| ○    | マルティロス・グリゴリヤン | 1R 2:09 TKO（ハイキック） | Fight Nights Global 73: Aliev vs. Brandão                            | 2017年9月4日   |
| ○    | リー・ボリン               | 5分3R終了 判定3-0         | Superstar Fight 5                                                    | 2016年9月23日  |
| ○    | ザウル・アスコフ           | 1R 4:56 TKO（パンチ連打） | Combat Self Defense Federation 1                                     | 2014年9月12日  |
| ○    | ロマン・ミロネンコ         | 5分2R終了 判定3-0         | Severo-Kavkazsky Federal Okrug Championships                         | 2014年8月30日  |

## 獲得タイトル
- PFLフェザー級トーナメント優勝（2024年）
- BYEフェザー級トーナメント優勝（2019年）